# Омуралиев, Бакы
Бакы Омуралиев (кирг. Бакы Өмүралиев; 1932, Джаны–Арык, Киргизская АССР — 29 июля 2003, Бишкек) — киргизский и советский актёр, режиссёр, драматург, публицист, заслуженный деятель культуры Киргизской ССР. Член Союза писателей СССР (1971), Союза кинематографистов СССР и Союза театральных деятелей (с 1962).

## Биография
Бакы Омуралиев родился в 1932 году в селе Джаны–Арык (ныне — в Жумгальском районе Нарынской области) в семье учителя. В детстве остался круглым сиротой. В 1941—1949 воспитывался в детском доме.
В 1955 году окончил ташкентский театрально-художественный институт им. А. Островского, в 1975 — Высшие литературные курсы при Союзе писателей СССР в Москве.
Похоронен в Бишкеке на Ала-Арчинском кладбище.

## Творчество
В 1955—1972 — актёр Киргизского государственного драматического театра. Им создано немало психологически сложных, обаятельных и правдивых сценических образов (Молчалин в «Горе от ума» А. Грибоедова, Шут в «Короле Лире» В. Шекспира, Токтогул в пьесе Р. Шукурбекова «Мечта акына» и другие).
Позже — режиссёр телевидения в Гостелерадио Киргизской ССР, был старшим литературным консультантом по драматургии, секретарём правления союза писателей Киргизии, редактором репертуарно-редакционной коллегии Министерства культуры Киргизской ССР.
Снимался в кино на студии «Киргизфильм». Исполнил около десяти ролей, в том числе, «Токтогул», «Легенда о ледяном сердце», «Далеко в горах», «Неуловимая песня», «Девушка Тянь-Шаня», «Улица космонавтов», «Красное яблоко» и др.
Дублировал на киргизский язык Нехлюдова в «Воскресении», Шурика в «Кавказской пленнице»; перевёл с русского языка картины «Котовский», «Пришёл солдат с фронта», «Гайдуки», «Седьмая пуля» и др..
Как драматург дебютировал в 1960 году. Автор ряда пьес, публицистических работ, посвященных развитию национального искусства, творчеству ведущих мастеров киргизского театра. Многие его драматические произведения переведены на русский, молдавский, украинский языки, поставлены в 1970-х годах в театрах Нарына и Оша. Ныне в Кыргызстане нет ни одного театра, где бы ни ставились пьесы Бакы Омуралиева.

## Избранные произведения
- «Слово отца — честь»,
- «Незабываемые дни»,
- «Эхо»[2],
- «Сель»,
- «Сирена»,
- «Знаю я, знают горы»,
- «Мост Джолчубека»,
- «Месячник нравственности»,
- «Сирена»,
- «Дельцы»
- «Чудак»,
- «Дружба по расчету»,
- «Когда была война» и др.

## Награды
- медаль «За трудовое отличие» (1 ноября 1958 года) — за выдающиеся заслуги в развитии киргизского искусства и литературы и в связи с декадой киргизского искусства и литературы в городе Москве,
- Почётная грамота Верховного совета Киргизской ССР,
- грамоты ЦК ВЛКСМ
- Заслуженный деятель культуры Кыргызской Республики (1990) — за большой вклад в развитие киргизского советского искусства, за сохранение и приумножение культурного наследия.
- На фестивале Азиатских стран в 1995 году в Ташкенте, на которой были представлены 17 стран, его пьеса «Найман эне» была удостоена высшей награды Гран-При.